# One Shot 2002
Le migliori canzoni del 2002 in questo album della collana One Shot dalla Universal Music Group.

## One Shot 2002 (CD 1)
| Traccia | Artista                                        | Titolo                    | Durata |
| ------- | ---------------------------------------------- | ------------------------- | ------ |
| 1       | t.A.T.u.                                       | All the Things She Said   | 3.33   |
| 2       | Noir Désir                                     | Le vent nous portera      | 4.39   |
| 3       | Avril Lavigne                                  | Complicated               | 4.04   |
| 4       | Vanessa Carlton                                | A Thousand Miles          | 3.56   |
| 5       | Nelly Feat. Kelly Rowland                      | Dilemma                   | 3.55   |
| 6       | The Calling                                    | Wherever You Will Go      | 3.27   |
| 7       | 1 Giant Leap Feat. Robbie Williams & Maxi Jazz | My Culture                | 3.38   |
| 8       | Yu Yu                                          | Mon petit garçon          | 3.38   |
| 9       | Holly Valance                                  | Kiss Kiss                 | 3.24   |
| 10      | Anastacia                                      | Paid My Dues              | 3.20   |
| 11      | Five for Fighting                              | Superman (It's Not Easy)  | 3.40   |
| 12      | P.O.D.                                         | Youth of the Nation       | 4.16   |
| 13      | Remy Shand                                     | Take a Message            | 4.01   |
| 14      | Norah Jones                                    | Don't Know Why            | 3.03   |
| 15      | Télépopmusik                                   | Breathe                   | 4.38   |
| 16      | Moony                                          | Dove (I'll Be Loving You) | 4.01   |
| 17      | Praise Cats Feat. Andrea Love                  | Shined On Me              | 3.38   |
| 18      | Eiffel 65                                      | Cosa resterà (In a Song)  | 5.11   |

## One Shot 2002 (CD 2)
| Traccia | Artista                         | Titolo                     | Durata |
| ------- | ------------------------------- | -------------------------- | ------ |
| 1       | P!nk                            | Get the Party Started      | 3.11   |
| 2       | Justin Timberlake               | Like I Love You            | 4.43   |
| 3       | The Dandy Warhols               | Bohemian Like You          | 3.28   |
| 4       | Sugababes                       | Round Round                | 3.55   |
| 5       | In-Grid                         | Tu es foutu                | 3.36   |
| 6       | Sophie Ellis-Bextor             | Murder on the Dancefloor   | 3.48   |
| 7       | Jamiroquai With Beverley Knight | Love Foolosophy            | 3.44   |
| 8       | Kylie Minogue                   | In Your Eyes               | 3.17   |
| 9       | DB Boulevard                    | Point of View              | 3.48   |
| 10      | Frou Frou                       | Breathe In                 | 3.40   |
| 11      | Groove Armada                   | My Friend                  | 4.59   |
| 12      | Moby                            | We Are All Made of Stars   | 3.34   |
| 13      | Shaggy Feat. Brian % Tony Gold  | Hey Sexy Lady              | 3.21   |
| 14      | Planet Funk                     | Who Said (Stuck in the UK) | 3.38   |
| 15      | Mad'House                       | Like a Prayer              | 4.24   |
| 16      | Farolfi Feat. Corinna Joseph    | Burning                    | 3.03   |
| 17      | Prezioso feat. Marvin           | We Rule the Danza          | 4.10   |
| 18      | Gabry Ponte                     | Geordie                    | 3.35   |